# Thieves Like Us (film)
Thieves Like Us is een Amerikaanse neo noir-film uit 1974, geregisseerd door Robert Altman, met Keith Carradine en Shelley Duvall in de hoofdrollen. De film is gebaseerd op de gelijknamige roman van Edward Anderson.

## Verhaal
Bowie, een jonge veroordeelde moordenaar, en de bankrovers Chicamaw en T-Dub ontsnappen in Mississippi uit een 'chain gang' in de jaren 1930. Ze verschuilen zich in een pompstation en gaan verder met het beroven van banken.
Bowie geraakt gewond bij een auto-ongeluk, en komt terecht bij Keechie, de dochter van de pompbediende. Ze beginnen een romance, maar hun relatie staat onder spanning omdat Bowie weigert de misdaad de rug toe te keren.
Uiteindelijk wordt Chicamaw terug gevangengenomen, en T-Dub wordt gedood terwijl hij in zijn auto wacht op zijn vrouw. Bowie doet zich voor als hulp (deputy) van de sheriff om Chickamaw uit de gevangenis te krijgen. Al snel walgt hij van de gewelddadige Chicamaw en zet hem af aan de kant van de weg.
De Texas Rangers krijgen Bowie te pakken, die verraden is door een hoteleigenaar. Hij komt gewelddadig aan zijn einde. Keechie trekt verder, zwanger van Bowie (in Andersons boek wordt zij ook gedood door de Texas Rangers.)

## Rolverdeling
| Acteur          | Personage  |
| --------------- | ---------- |
| Keith Carradine | Bowie      |
| Shelley Duvall  | Keechie    |
| John Schuck     | Chicamaw   |
| Bert Remsen     | T-Dub      |
| Louise Fletcher | Mattie     |
| Tom Skerritt    | Dee Mobley |